# Cheringoma
Cheringoma es un distrito de la provincia de Sofala, en Mozambique, con una población censada en agosto de 2017 de 58 542 habitantes.
Se encuentra ubicado en el centro del país, cerca del curso bajo del río Zambeze, entre la frontera con Zimbabue, al oeste, y la costa del canal de Mozambique (océano Índico), al este.